# NGC 5257
NGC 5257 es una galaxia espiral localizada en la constelación de Virgo. La galaxia está interactuando notablemente con la galaxia espiral NGC 5258. Las dos están enumeradas como Arp 240 en el Atlas de galaxias peculiares.  Ambas galaxias se ven distorsionadas por la interacción gravitatoria, y ambas están conectadas por un puente de marea, como puede verse en las imágenes.